# Tropischer Sturm Agatha (2010)
Der Tropische Sturm Agatha war ein schwacher, dennoch katastrophaler tropischer Wirbelsturm, der weitreichende Überflutungen in Zentralamerika verursachte. Der Sturm forderte die höchste Zahl an Menschenleben im östlichen Pazifischen Ozean seit Hurrikan Pauline in der Pazifischen Hurrikansaison 1997. Der erste Sturm der Pazifischen Hurrikansaison 2010 hatte seinen Ursprung in der Innertropischen Konvergenzzone, einer Gewitterzone innerhalb der Tropen. Die entstandene Wetterstörung entwickelte sich am 29. Mai in ein tropisches Tiefdruckgebiet, das sich kurz zu einem tropischen Sturm mit maximalen andauernden Windgeschwindigkeiten von 75 km/h und einem minimalen Luftdruck im Kern von 1000 hPa intensivieren konnte, sich aber bereits am 30. Mai über dem Festland in Guatemala auflöste. Vor der Auflösung gelangte Agatha am Abend des 29. Mai in der Nähe der Grenze zwischen Guatemala und Mexiko über Land. Agatha führte ergiebigen Starkregen nach Zentralamerika, der in mehreren Staaten zu Personenschäden führte. Mindestens 180 Menschen kamen ums Leben. In Nicaragua starb ein Mensch. In Guatemala wurden mindestens 152 Personen getötet, über 100 waren vier Tage nach dem Landfall des Sturmes noch vermisst. Neun Menschenleben forderte der Sturm in El Salvador und mindestens 16 in Honduras.

## Sturmverlauf

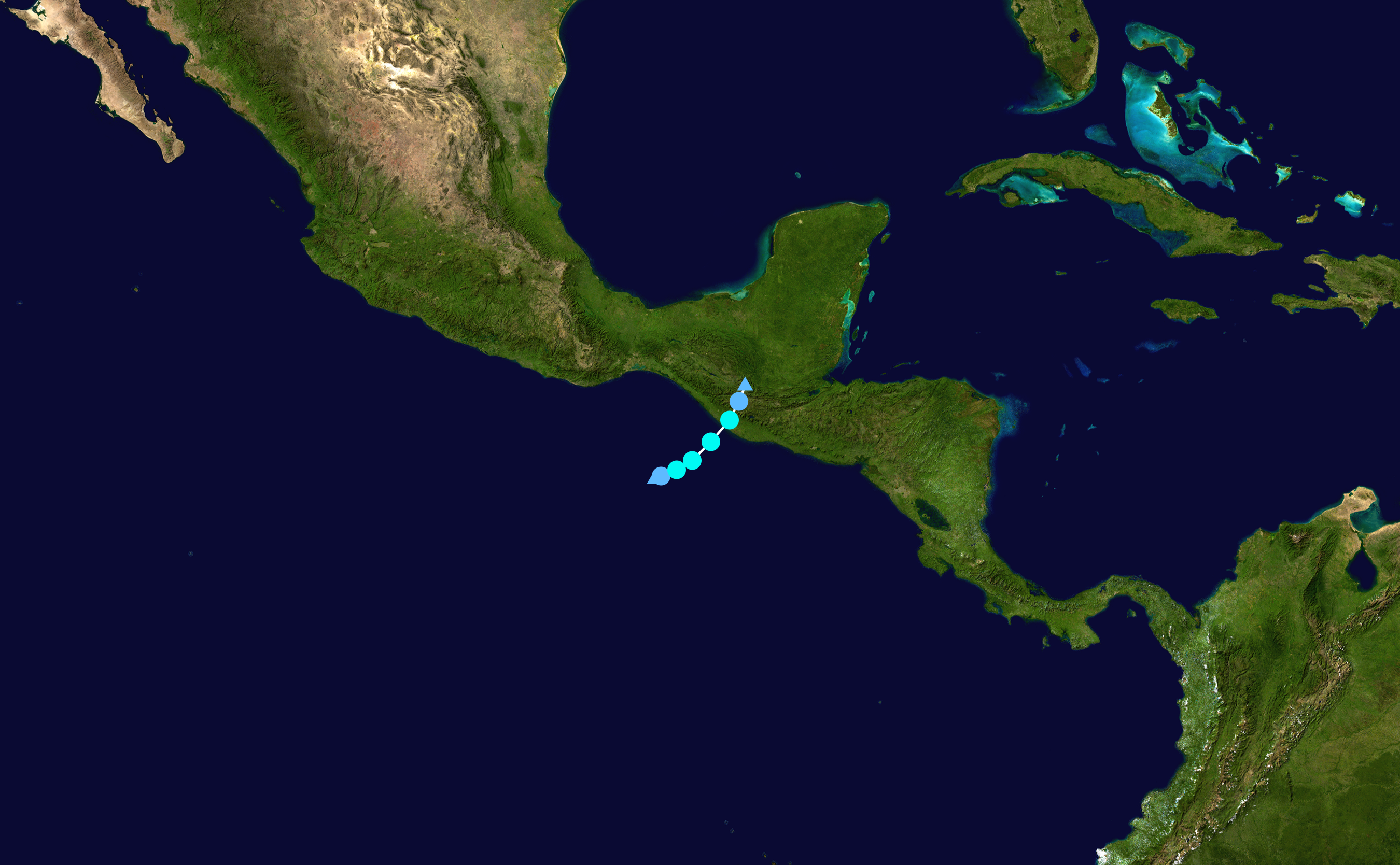
Zugbahn

Den Anfang nahm Agatha in einem Gebiet aus Konvektion und Gewittern, das sich vor der Westküste Costa Ricas am 24. Mai entwickelte. Zu dem Zeitpunkt erstreckte sich in der Region ein Trog, der sich bis in das südwestliche Karibische Meer erstreckte und mit der Innertropischen Konvergenzzone in Verbindung stand. Das System driftete langsam nordwestwärts und die Bedingungen erschienen günstig für eine weitere tropische Zyklogenese. Am 25. Mai begann sich die Konvektion stärker zu konzentrieren und das National Hurricane Center (NHC) stellte fest, dass das Potential für die Entstehung eines tropischen Tiefdruckgebietes bestand. Am nächsten Tag erschien das System zwar disorganisierter, als sich die atmosphärische Zirkulation ausdehnte und auswalzte. Allerdings befand sich die Störung in einer sehr feuchten Umgebung und mehrere bodennahe Zirkulationen konsolidierten sich nach und nach zu einer einzigen. So organisierte sich das System nach und nach besser; allerdings fehlte nach wie vor eine gut definierte Zirkulation. Am 29. Mai, nachdem sich Zirkulation und Konvektion weiter verbessert hatten, nahm das NHC die Ausgabe von Warnungen zum Tropischen Tiefdruckgebiet Eins-E auf. Zu diesem Zeitpunkt befand sich das Zentrum des Systems etwa 475 km westlich von San Salvador.
Als das System ein tropischer Wirbelsturm wurde, befand es sich in einer Umgebung mit nur wenig Windscherung und das Wasser hatte eine Oberflächentemperatur von 30 °C. Deswegen wurde erwartet, dass sich das System intensivierte, obwohl die Berge an der zentralamerikanischen Küste eine signifikante Verstärkung behinderten. Das Tiefdruckgebiet wandert langsam an der westlichen Peripherie eines Hochdruckrückens über dem Norden Südamerikas vorbei nordostwärts. Wenige Stunden späten deuteten die Aufnahmen der Satelliten, die das System beobachteten, darauf hin, dass Windgeschwindigkeiten in Sturmstärke vorlagen, sodass das NHC das Tiefdruckgebiet zum Tropischen Sturm Agatha hochstufte. Zu dem Zeitpunkt ging man mit einer vierzigprozentigen Wahrscheinlichkeit von einer rapiden Intensivierung innerhalb von 24 Stunden aus, wobei die Nähe zum Festland der einzige beschränkende Faktor war.

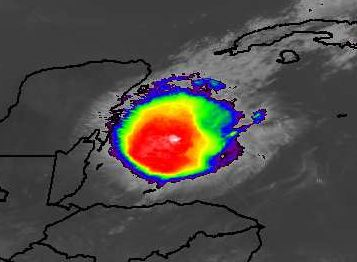
Satellitenaufnahme des Resttiefs von Agatha in der westlichen Karibik am 1. Juni

Allerdings schaffte es der Sturm nicht, sich wesentlich zu verstärken; er erreicht mit andauernden Spitzenwindgeschwindigkeiten von 75 km/h und einem Luftdruck von 1000 hPa seinen Höhepunkt. Innerhalb von zwei Stunden nach dem Erreichen dieser Stärke verlagerte sich Agatha abrupt nordwärts und überquerte in der Nähe der guatemaltekisch-mexikanischen Grenze die Küste.
Über dem Festland führte Agatha weiterhin zu Sturzfluten, Hochwasser und Erdrutschen, obwohl die Winde, die an Land gelangten, kaum Sturmstärke erreichten. Über Land verlor der Sturm rasch an Kraft und die andauernden Windgeschwindigkeiten gingen auf 40 km/h zurück und der zentrale Luftdruck stieg auf 1007 hPa, bevor sich das System auflöste. Ein Ausbruch von Konvektion gelangte zwar am 31. Mai über das Wasser der Karibik östlich von Belize im atlantischen Becken, doch konnte das Resttief von Agatha nicht mehr tropische Eigenschaften entwickeln.

## Vorbereitungen
Als sich die tropische Störung noch entwickelte, produzierte sie heftige Niederschläge an der Pazifikküste von Nicaragua bis zum Golf von Tehuantepec, sodass das NHC vor lebensgefährlichen Sturzfluten und Schlammlawinen warnte. Als sich das System zum tropischen Wirbelsturm entwickelte, wurden Sturmwarnungen für die Küste von El Salvador und Guatemala ausgerufen. Das NHC wies darauf hin, dass Agatha das Potential für Niederschlagsmengen von 250 bis 500 mm habe. Die Behörden in Guatemala warnten die Bevölkerung, dass die durch Agatha zu erwartenden Überschwemmungen schlimmer sein würden, als die des Hochwassers, das sich eine Wochen vor der Ankunft Agathas ereignete und dem neun Personen zum Opfer fielen. Die Meteorologen in Mexiko sagten im Zusammenhang mit Agatha bis zu 100 mm Niederschlag in den südlichen Bundesstaaten voraus. Wegen des Risikos von auftretenden Sturzfluten brachten die Behörden in El Salvador und Nicaragua rund 2000 Menschen in sicherere Zonen. Für das ganze Land wurde in El Salvador die gelbe Warnstufe erklärt, weil die Behörden davon ausgingen, dass etwa 89 Prozent des Landes von Überschwemmungen bedroht war. Rund 52.000 Mann Polizei, Rettungskräfte und Soldaten wurden von der Dirección General de Protección Civil in Bereitschaft versetzt.

## Auswirkungen
| Staat       | Opfer | Vermisste | Schäden (USD) |
| El Salvador | 9     | 2         | 31.1 million  |
| Guatemala   | 152   | 100       | 1 Milliarde   |
| Honduras    | 16    | 9         | 530 Millionen |
| Mexiko      | 0     | 0         | minimal       |
| Nicaragua   | 1     | 0         | unbekannt     |
| Summe       | 179   | 111       | unbekannt     |

### Nicaragua
Noch bevor der spätere Sturm Agatha sich zu einem tropischen Tiefdruckgebiet entwickelte, erzeugte das System Starkregen in Nicaragua; dadurch wurde eine Person getötet, weil sie von einem angeschwollenen Fluss mitgerissen wurde. Viele Häuser und Brücken innerhalb des Staates wurden zerstört. Im Departamento Estelí musste die Luftwaffe Nicaraguas 24 Personen retten, die in ihren Häusern eingeschlossen waren.

### Guatemala
Zwei Tage vor dem Landfall des Hurrikans brach der Vulkan Pacaya aus. Dieser liegt rund 40 km südlich von Guatemala-Stadt. Der Ausbruch forderte ein Menschenleben und zwang mehr als 2000 Personen, die in der unmittelbaren Umgebung lebten, zur Flucht. Vulkanasche führte dazu, dass der internationale Flughafen der Stadt geschlossen werden musste. Von starken Regenfällen durch den tropischen Sturm wurde eine Verschärfung der Situation für die betroffene Bevölkerung erwartet, außerdem wurde das Auftreten von Laharen befürchtet. Die Arbeiter auf den Kaffeeplantagen erhofften sich von dem Regen jedoch eine Erleichterung, da dieser die Vulkanasche von den Kaffeebäumen spülen könnte. Guatemaltekische Meteorologen teilten mit, dass bis zum Abend des 29. Mai mindestens 350 mm Niederschlag gefallen waren. Mehrere Erdrutsche blockierten Straßen vor allem im Süden des Landes und behinderten so den Verkehr und verzögerten Hilfslieferungen. Nach dem Sturm bildete sich in der Hauptstadt ein Loch mit einem Durchmesser von 30 Metern, in dem ein dreistöckiges Haus versank.
Die Geologen wissen noch nicht, was die Bildung des Lochs verursacht hat. Der Geologe Sam Bonis, der ein ähnliches Loch untersucht hat, das 2007 nach dem Bruch eines Abwasserkanals nur einige Straßen entfernt entstand, verwahrte sich gegen die Verwendung des Wortes Doline. Vielmehr besteht nach seiner Ansicht die Gefahr, dass früher oder später der ganze Untergrund einbricht. Ein Großteil von Guatemala-Stadt sei auf einer vulkanischen Schuttebene gebaut. Dieser Untergrund sei nicht stabil und könne einbrechen. 1–1,5 Millionen Einwohner der Stadt leben in solch einer Zone.
Ein Erdrutsch in der Stadt Almolonga im Departamento Quetzaltenango zerstörte ein Haus und tötete vier Bewohner, auf die gleiche Weise starben in Guatemala-Stadt zwölf Personen, nach einem weiteren Erdrutsch sind elf Personen vermisst. Viele weitere Häuser wurden durch Überschwemmungen zerstört und Dutzende von Rettungseinsätzen mussten durchgeführt werden, um die betroffenen Bewohner in Sicherheit zu bringen. Präsident Álvaro Colom sagte vor der Presse: „Wir glauben, dass Agatha mehr Schaden in das Land bringen könnte als Hurrikan Mitch und Hurrikan Stan.“ Diese beiden Hurrikane waren unter den zerstörerischsten tropischen Wirbelstürmen, die je Guatemala getroffen haben. Ihnen fielen 384 bzw. 1513 Personen zum Opfer.
Vorläufige Schadenserfassungen vom 30. Mai ergaben, dass mindestens 3500 Häuser beschädigt wurden, rund 112.000 Bewohner des Landes mussten ihre Häuser verlassen, mindestens 20.000 Menschen wurden durch den Sturm obdachlos. In manchen Gebieten wurden die stärksten Niederschläge seit mehr als 60 Jahren beobachtet; sie erreichten teilweise mehr als 900 mm. Somit war Agatha der nasseste tropische Wirbelsturm seit Beginn der Aufzeichnungen, der das Land je getroffen hat.

### Mexiko

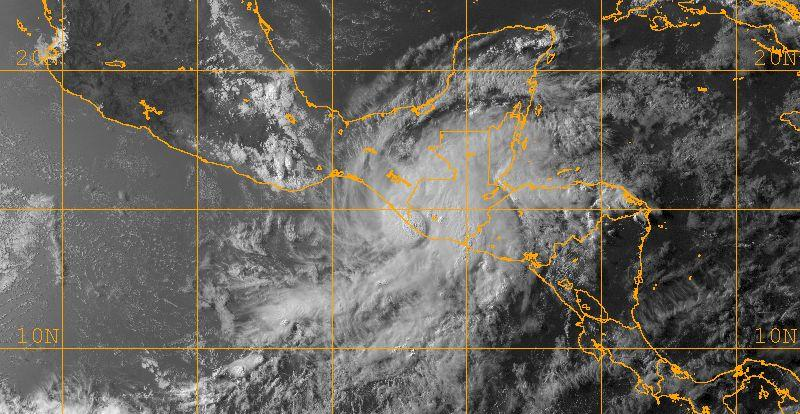
Satellitenaufnahme zum Zeitpunkt als Agatha am 29. Mai die Küstenlinie überquerte

Im Süden Mexikos führte Agatha zu starken Winden und Regenfällen sowie zu starkem Wellengang mit einer Wellenhöhe von zwei bis vier Metern. Mindestens 120 Familien wurden im Südosten von Chiapas, in der Nähe des Landfalls in Sicherheit gebracht. Ein gelber Alarm wurde vorsichtshalber ausgelöst, weil wesentliche Überflutungen erwartet wurden.

### Honduras
Nachdem Agatha ins Landesinnere zog, lösten die mit dem System verbundenen Starkregenfälle in Teilen von Honduras Sturzfluten und Erdrutsche aus. Mindestens 45 Häuser wurden in dem Staat zerstört und mindestens eine Person wurde getötet. Am 31. Mai erklärten die Präsidenten El Salvadors und Honduras den Notstand für ihre jeweiligen Staaten.

### El Salvador
In El Salvador kam es im Zusammenhang mit den starken Regenfällen ebenfalls zu Überschwemmungen. In San Salvador und fünf weiteren von Hochwasser bedrohten Städten forderten die Zivilschützer die Bewohner auf, Notunterkünfte aufzusuchen.  Die höchste aufgezeichnete Regenmenge im Land waren 400 mm; allerdings dauerten die sturmbedingten Regenfälle nach der Messung noch an. Insgesamt wurden in dem Staat bis zum 31. Mai 188 Erdrutsche verzeichnet. In dem Land kamen mindestens neun Personen durch die Auswirkungen des tropischen Sturmes um, 8717 Menschen mussten evakuiert werden. Außerdem stürzten zwei Brücken ein, darunter eine, die El Salvador mit Guatemala verbindet.

## Belege
1. ↑   Agatha deaths rise to 180 in Central America (Memento des Originals vom 4. Juni 2010 im Internet Archive), Associated Press, 2. Juni 2010. Abgerufen am 3. Juni 2010 (englisch).
2. ↑  Lixion A. Avila, Eric S. Blake: Tropical Weather Outlook. National Hurricane Center, 24. Mai 2010, ehemals im Original (nicht mehr online verfügbar); abgerufen am 28. Mai 2010 (englisch). (Seite nicht mehr abrufbar. Suche in Webarchiven)
3. ↑  Dave Sandoval: Tropical Weather Discussion. National Hurricane Center, 28. Mai 2010, ehemals im Original (nicht mehr online verfügbar); abgerufen am 3. Juni 2010 (englisch). (Seite nicht mehr abrufbar. Suche in Webarchiven)
4. ↑  Lixion A. Avila: Tropical Weather Outlook. National Hurricane Center, 25. Mai 2010, ehemals im Original (nicht mehr online verfügbar); abgerufen am 28. Mai 2010 (englisch). (Seite nicht mehr abrufbar. Suche in Webarchiven)
5. ↑  John Cangialosi, Richard J. Pasch: Tropical Weather Outlook. National Hurricane Center, 26. Mai 2010, ehemals im Original (nicht mehr online verfügbar); abgerufen am 28. Mai 2010 (englisch). (Seite nicht mehr abrufbar. Suche in Webarchiven)
6. ↑  Daniel Brown, David Roberts: Tropical Weather Outlook. National Hurricane Center, 20. Mai 2010, ehemals im Original (nicht mehr online verfügbar); abgerufen am 28. Mai 2010 (englisch). (Seite nicht mehr abrufbar. Suche in Webarchiven)
7. 1 2  Scott Stripling: Tropical Weather Discussion. National Hurricane Center, 27. Mai 2010, ehemals im Original (nicht mehr online verfügbar); abgerufen am 28. Mai 2010 (englisch). (Seite nicht mehr abrufbar. Suche in Webarchiven)
8. 1 2  David Brown, Stacey Stewart: Tropical Weather Outlook. National Hurricane Center, 28. Mai 2010, abgerufen am 28. Mai 2010 (englisch).
9. ↑  Lixion A. Aliva, John Cangialosi: Tropical Weather Outlook. National Hurricane Center, 28. Mai 2010, abgerufen am 29. Mai 2010 (englisch).
10. 1 2  Stacy Stewart: Tropical Depression One-E Special Discussion One. National Hurricane Center, 29. Mai 2010, abgerufen am 29. Mai 2010 (englisch).
11. ↑  Stacey Stewart, Todd Kimberlain: Tropical Storm Agatha Discussion Two. National Hurricane Center, 29. Mai 2010, abgerufen am 29. Mai 2010 (englisch).
12. ↑  Stacey Stewart, Todd Kimberlain: Tropical Storm Agatha Public Advisory Three. National Hurricane Center, 29. Mai 2010, abgerufen am 29. Mai 2010 (englisch).
13. ↑  Lixion A. Avila, John Cangialosi: Tropical Storm Agatha Tropical Cyclone Update. National Hurricane Center, 29. Mai 2010, abgerufen am 29. Mai 2010 (englisch).
14. ↑  National Hurricane Center: Tropical Storm Agatha Wind History. National Hurricane Center, 30. Mai 2010, abgerufen am 30. Mai 2010 (englisch).
15. ↑  Daniel Brown: Tropical Depression Agatha Public Advisory Five. National Hurricane Center, 30. Mai 2010, abgerufen am 1. Juni 2010 (englisch).
16. ↑  John Cangialosi, James Franklin: Atlantic Tropical Weather Outlook. National Hurricane Center, 1. Juni 2010, abgerufen am 1. Juni 2010 (englisch).
17. ↑  Stewart: Tropical Depression One_E Advisory 1. National Hurricane Center, 29. Mai 2010, abgerufen am 29. Mai 2010 (englisch).
18. ↑  Season's first tropical storm forms. Vancouver Sun, 29. Mai 2010, ehemals im Original (nicht mehr online verfügbar); abgerufen am 29. Mai 2010 (englisch). (Seite nicht mehr abrufbar. Suche in Webarchiven)
19. 1 2  EFE: La tormenta tropical "Agatha" tocará tierra guatemalteca el domingo. ABC Periódico Electrónico, 29. Mai 2010, archiviert vom Original; abgerufen am 29. Mai 2010 (spanisch).
20. ↑  Se ha desarrollado Agatha en el Océano Pacífico. Met Mex, 29. Mai 2010, archiviert vom Original am 2. Juni 2010; abgerufen am 29. Mai 2010 (spanisch).
21. 1 2  Leslie Josephs: Storm prompts El Salvador, Nicaragua evacuations. Reuters, 28. Mai 2010, archiviert vom Original am 4. Juni 2010; abgerufen am 29. Mai 2010 (englisch).
22. ↑  Se intensifican lluvias de tormenta tropical Agatha en El Salvador. Eco Daiario, 29. Mai 2010, archiviert vom Original am 1. Juni 2010; abgerufen am 29. Mai 2010 (englisch).
23. ↑  Red de Información Humanitaria: América Central – Tormenta Tropical Agatha Informe de Situación #3. (PDF; 65 kB) OCHA, 9. Juni 2010, ehemals im Original (nicht mehr online verfügbar); abgerufen am 21. Juni 2010 (spanisch). (Seite nicht mehr abrufbar. Suche in Webarchiven)  Info: Der Link wurde automatisch als defekt markiert. Bitte prüfe den Link gemäß Anleitung und entferne dann diesen Hinweis.
24. ↑  Conred
25. ↑  Staff writer:  Gobierno de Guatemala sigue evaluando daños, mientras muertos aumentan a 172 (Seite nicht mehr abrufbar. Suche in Webarchiven) In: NTN24, 6. Juni 2010. Abgerufen am 8. Juni 2010 (spanisch).
26. ↑  Tegucigalpa necesita L 10 mil millones para recuperarse. La Prensa, 2. Juni 2010, archiviert vom Original; abgerufen am 6. Juni 2010 (spanisch).
27. ↑  Staff Writer: Over 1,000 People Evacuated In Nicaragua Due To Heavy Rains. Inside Costa Rica, 28. Mai 2010, archiviert vom Original am 12. September 2021; abgerufen am 29. Mai 2010 (englisch).
28. ↑  Robert Campbell: Guatemala girds for first Pacific storm of season. Reuters, 29. Mai 2010, archiviert vom Original am 1. Juni 2010; abgerufen am 29. Mai 2010 (englisch).
29. ↑  Lixion A. Avila und John Cangialosi: Tropical Storm Agatha Public Advisory Three-A. National Hurricane Center, 29. Mai 2010, abgerufen am 29. Mai 2010 (englisch).
30. ↑  Peter Walker:  Tropical Storm Agatha blows a hole in Guatemala City, The Guardian, 1. Juni 2010 (englisch).
31. ↑  Michael Reilly: Don't Call The Guatemala Sinkhole a Sinkhole. Discovery News, 2. Juni 2010, ehemals im Original (nicht mehr online verfügbar); abgerufen am 3. Juni 2010 (englisch). (Seite nicht mehr abrufbar. Suche in Webarchiven)
32. ↑  Javier Mines:  Heavy rains brought by tropical storm Agatha kill 12 in Guatemala (Memento des Originals vom 1. Juni 2010 im Internet Archive), WireUpdate, 30. Mai 2010 (englisch).
33. ↑  Mueren cuatro miembros de una familia en Guatemala por la tormenta tropical 'Agatha'. El Correo, 29. Mai 2010, archiviert vom Original am 16. Juli 2011; abgerufen am 29. Mai 2010 (englisch).
34. ↑  Season's first tropical storm kills 12 in Guatemala. Agence France-Presse, 29. Mai 2010, archiviert vom Original am 2. Juni 2010; abgerufen am 29. Mai 2010 (englisch).
35. ↑  Guatemala – Disaster Statistics. Prevention Web, 2008, archiviert vom Original am 26. Februar 2012; abgerufen am 29. Mai 2010 (englisch).  Info: Der Archivlink wurde automatisch eingesetzt und noch nicht geprüft. Bitte prüfe Original- und Archivlink gemäß Anleitung und entferne dann diesen Hinweis.
36. ↑  Storm kills 18 in Central America. CNN, 30. Mai 2010, abgerufen am 30. Mai 2010 (englisch).
37. ↑  AAP: Storm leaves 18 dead in Central America. Herald Sun, 30. Mai 2010, archiviert vom Original; abgerufen am 30. Mai 2010 (englisch).
38. ↑  Death toll from storm Agatha rises in Central America. BBC News, 31. Mai 2010, abgerufen am 31. Mai 2010 (englisch).
39. ↑  EFE: La tormenta tropical "Agatha" arrecia sobre el sur de México. Terra Noticias, 30. Mai 2010, archiviert vom Original am 2. Juni 2010; abgerufen am 30. Mai 2010 (spanisch).
40. ↑   Agatha leaves at least 16 dead in Guatemala, Honduras (Memento des Originals auf WebCite), KOKH Fox 25, 30. Mai 2010 (englisch).
41. ↑  La tormenta tropical Agatha deja 95 muertos a su paso por Centroamérica. Cadena Ser, 31. Mai 2010, archiviert vom Original am 1. Juni 2010; abgerufen am 31. Mai 2010 (spanisch).
42. ↑  Mark Rohner, Sylvia Wier: Tropical Storm Floods Homes; 5 Die in Guatemala, El Salvador. Bloomberg Businessweek, 29. Mai 2010, archiviert vom Original; abgerufen am 29. Mai 2010 (englisch).
43. ↑  Agatha tocó tierra, pero las lluvias siguen hoy. El Salvador.com, 30. Mai 2010, archiviert vom Original; abgerufen am 30. Mai 2010 (spanisch).
44. ↑  Storm Agatha kills 9, evacuates 8,717 in El Salvador. Xinhua, 31. Mai 2010, abgerufen am 3. Juni 2010 (englisch).